# Clubiona linea
Clubiona linea är en spindelart som beskrevs av Xie et al. 1996. Clubiona linea ingår i släktet Clubiona och familjen säckspindlar. Inga underarter finns listade i Catalogue of Life.